# Guitar Gangsters & Cadillac Blood
Guitar Gangsters and Cadillac Blood är Volbeats tredje album, utgivet 2008.

## Låtlista
1. Intro/End of the Road
2. Guitar Gangsters & Cadillac Blood
3. Back to Prom
4. Mary Ann’s Place (Ft. Pernille Rosendahl från Swan Lee)
5. Hallelujah Goat
6. Maybellene i Hofteholder
7. We
8. Still Counting
9. Light a Way
10. Wild Rover of Hell
11. I'm So Lonesome I Could Cry (Hank Williams-cover)
12. A Broken Man and the Dawn
13. Find That Soul
14. Making Believe' (Bonus track, Kitty Wells \ Jimmy Work-cover)
15. Rebel Monster (live) (endast på den danska limiterade utgåvan)
16. Soulweeper 2 (live) (endast på den danska limiterade utgåvan)